# Keisha Lance Bottoms
Keisha Lance Bottoms (Atlanta, 18 de janeiro de 1970) é uma advogada e política estadunidense, sendo a atual prefeita de Atlanta, no estado da Geórgia, filiada ao Partido Democrata. Anteriormente, integrou o Conselho Municipal da mesma cidade.

## Biografia
Bottoms é formada em Direito pela Universidade do Estado da Geórgia, tendo concluído graduação na Florida A&M University. Trabalhou como representante legal de crianças em cortes juvenis e, em 2002, tornou-se juíza em Atlanta. Em 2008, concorreu, sem sucesso, para a Corte Superior do Condado de Fulton.
Em 2009, Bottoms foi eleita para o Conselho Municipal de Atlanta, representando o décimo primeiro distrito. Reeleita legisladora em 2013, foi eleita prefeita de Atlanta no segundo turno da eleição de 2017, assumindo o cargo em janeiro de 2018. Em 2020, foi mencionada como uma das possíveis candidatas a vice-presidente na chapa liderada por Joe Biden.